# R.A.M. Kindertheater
Das R.A.M. Kindertheater ist ein freies Theater mit Sitz in Hildesheim. Das Programm richtet sich hauptsächlich an Schulkinder und Familien. Ungefähr im jährlichen Rhythmus kommt ein neues Stück hinzu, mal ein eigenes, mal eine Adaption. Das Theater tourt überwiegend in Nord- und Westdeutschland.

## Geschichte
Das R.A.M. Kindertheater ging aus dem satirischen a-cappella-Trio „Die Ramazotti-Sisters“ (1995–2000) hervor, bestehend aus Manuela Hörr, Regine Hittmeier und Anne-Grit Mikhart. Nach dem Ende des Trios produzierten die Frauen in anderen Formationen zunächst weiterhin Theater für Erwachsene. Aus den Anfangsbuchstaben ihrer Vornamen ist die Abkürzung R.A.M. entstanden, mittlerweile steht R.A.M. für englisch rapid arts movement. Die erste Theaterproduktion für Kinder führte Hörr 2003 mit ihrem Ehemann Mark Roberts durch. Seitdem besteht das R.A.M. Kindertheater aus dem Duo Hörr und Roberts.
Seit 2012 produziert R.A.M. immer wieder auch Theater und Performances für ein jugendliches Publikum. Hier sind die Hauptthemen Verantwortung und Empathie. Live gespielte Musik nimmt stets einen großen Stellenwert ein.
Neben seiner Tätigkeit als professionelles Theater bietet R.A.M. in unregelmäßigen Abständen Bürgerprojekte an, so den Hildesheimer Beschwerdechor (2013–2015) und den Unterwegs.Chor Hildesheim (2016–2018).
2007 produzierten R.A.M. Kindertheater mit Die Lauscher und der Tag des offenen Ohrs ihre erste CD, der 2011 und 2013 weitere folgten. Die zweisprachige CD Kirschbaumtage / Cherry Tree Days erhielt 2015 die Auszeichnung „Gute Musik für Kinder“ des Verbands deutscher Musikschulen.

## Konzept
Hörr und Roberts suchen die Verbindung von Theater und Musik. Sie wählen oder schreiben Stücke, in denen Musik integraler Bestandteil des Bühnengeschehens sein kann. Gleichzeitig ist dem Ensemble die Anregung des Publikums und Sensibilisierung der Kinder für Bühne, Musik, Klang und Dramaturgie wichtig. Dazu gehört in der Regel der Verzicht auf technische Verstärkung und Einspielungen.

## Auszeichnungen
- Erster Preis beim Theatertreffen der Niedersächsischen Lottostiftung („Lottopreis“) 2004
- „Kindertheater des Monats“ in Nordrhein-Westfalen 2007 und 2011
- Kaleidoskop Hessen 2010 und 2011
- „Gute Musik für Kinder“ für die CD „Kirschbaumtage / Cherry Tree Days“